# Gildeskål
Gmina Gildeskål (norw. Gildeskål kommune) – norweska gmina leżąca w regionie Nordland. Jej siedzibą jest miasto Inndyr.
Gildeskål jest 166. norweską gminą pod względem powierzchni.

## Demografia
Według danych z roku 2005 gminę zamieszkuje 2178 osób. Gęstość zaludnienia wynosi 3,28 os./km². Pod względem zaludnienia Gildeskål zajmuje 325. miejsce wśród norweskich gmin.
| ludność stan na 1 stycznia 2005 |         |           |       |
|                                 | kobiety | mężczyźni | razem |
| osób                            | 1072    | 1106      | 2178  |
| %                               | 49,22%  | 50,78%    | 100%  |

| wykształcenie stan na 1 października 2004 |        |         |        |        |
|                                           | podst. | średnie | wyższe | niezn. |
| osób                                      | 575    | 944     | 251    | 13     |
| %                                         | 32,25% | 52,94%  | 14,08% | 0,73%  |

## Edukacja
Według danych z 1 października 2004:
- liczba szkół podstawowych (norw. grunnskolar): 6
- liczba uczniów szkół podst.: 287

## Władze gminy
Według danych na rok 2011 administratorem gminy (norw. rådmann) jest Even Ediassen, natomiast burmistrzem (norw. ordfører, d. borgermester) jest Walter Pedersen.